# Luftflotte Reich
Die Luftflotte Reich war eine am 5. Februar 1944 aufgestellte Luftflotte der Luftwaffe der Wehrmacht im Zweiten Weltkrieg. Sie bestand bis zur bedingungslosen Kapitulation der Wehrmacht am 8. Mai 1945.

## Geschichte
Die Luftflotte Reich entstand am 5. Februar aus dem Stab des Luftwaffenbefehlshaber Mitte in Berlin-Wannsee. Ihre Hauptaufgabe war die Aufklärung und Bekämpfung von Einflügen feindlicher Flugzeuge in das Reichsgebiet bei Tag und bei Nacht. Dazu waren ihr Tagjagd- und Nachtjagdverbände sowie die regionalen Luftgau-Kommandos mit ihren Flakverbänden und die erforderlichen Nachrichtenverbände zur technischen Luftaufklärung unterstellt. Ihr Schwerpunkt war die Bekämpfung der alliierten Luftangriffe des britischen Bomber Command bei Nacht und der 8. und 15. US-Luftflotte bei Tag.

## Führung
| Oberbefehlshaber                  | von             | bis         |
| --------------------------------- | --------------- | ----------- |
| Generaloberst Hans-Jürgen Stumpff | 5. Februar 1944 | 8. Mai 1945 |

| Chef des Generalstabs                           | von             | bis          |
| ----------------------------------------------- | --------------- | ------------ |
| Generalmajor Sigismund Freiherr von Falkenstein | 5. Februar 1944 | 12. Mai 1944 |
| Generalmajor Andreas Nielsen                    | 12. Mai 1944    | 8. Mai 1945  |

| Erster Generalstabsoffizier | von          | bis         |
| --------------------------- | ------------ | ----------- |
| Oberstleutnant Karl Kessel  | 9. Juli 1944 | 8. Mai 1945 |

## Unterstellte Verbände
| Mai 1944                | | |
| ----------------------- | --- | --- |
| Mai 1944                | I. Jagdkorps | 1. Jagd-Division mit Stab, I., II., III. und IV./Jagdgeschwader 3, II./Jagdgeschwader 5, Stab, I. und II./Zerstörergeschwader 26, 2./Jagdgeschwader 400, Stab, II. und III./Jagdgeschwader 302, IV./Nachtjagdgeschwader 5; Jagdfliegerführer Schlesien; Jagdfliegerführer Ostpreußen 2. Jagd-Division mit Stab, I., II. und III./Jagdgeschwader 11, 1./Jagdgeschwader 400, Stab, I., II., III. und IV./Nachtjagdgeschwader 3; Jagdabschnittsführer Dänemark 3. Jagd-Division mit Stab, 1., II. und III./Jagdgeschwader 1, Stab, I. und II./Jagdgeschwader 300, Stab, I., II., III. und IV./Nachtjagdgeschwader 1, Stab und II./Nachtjagdgeschwader 2, Stab und II./Nachtjagdgeschwader 5; Jagdabschnittsführer Mittelrhein 7. Jagd-Division mit Stab/Jagdgeschwader z.b.V., III./Jagdgeschwader 3, I./Jagdgeschwader 5, II./Jagdgeschwader 27, III./Jagdgeschwader 54, II./Jagdgeschwader 53, Einsatzstaffel Jagdgeschwader 104, Stab, I. und III./Jagdgeschwader 301, Stab, I., II. und III./Nachtjagdgeschwader 6, Stab und I./Nachtjagdgeschwader 101, Stab, I. und II./Nachtjagdgeschwader 102; Jagdfliegerführer Ostmark; Jagdabschnittsführer Ungarn |
| Mai 1944                | Luftgau-Kommando I | Flakgruppe Westpreussen; Flakgruppe Ostpreussen; Flakgruppe Masuren; Führer-Flak-Abteilung; Flughafen-Bereichs-Kommando 1/I; Flughafen-Bereichs-Kommando 2/I; Flughafen-Bereichs-Kommando 3/I |
| Mai 1944                | Luftgau-Kommando III | 1. Flak-Division; 14. Flak-Division; 2. Flak-Brigade; Flakgruppe Stettin; Flakscheinwerfergruppe Stettin; Flughafen-Bereichs-Kommando 1/III; Flughafen-Bereichs-Kommando 3/III; Flughafen-Bereichs-Kommando 4/III; Flughafen-Bereichs-Kommando 5/III; Flughafen-Bereichs-Kommando 7/III; Flughafen-Bereichs-Kommando 9/III |
| Mai 1944                | Luftgau-Kommando VI | 4. Flak-Division; 7. Flak-Division; 22. Flak-Division; Flughafen-Bereichs-Kommando 1/VI; Flughafen-Bereichs-Kommando 3/VI; Flughafen-Bereichs-Kommando 4/VI; Flughafen-Bereichs-Kommando 2/III |
| Mai 1944                | Luftgau-Kommando VII | 21. Flak-Division; 26. Flak-Division; 20. Flak-Brigade; 21. Flak-Brigade; Flughafen-Bereichs-Kommando 6/VII; Flughafen-Bereichs-Kommando 11/VII; Flughafen-Bereichs-Kommando 1/XII; Flughafen-Bereichs-Kommando 2/XII; Flughafen-Bereichs-Kommando 11/XII |
| Mai 1944                | Luftgau-Kommando VIII | 15. Flak-Brigade; Flughafen-Bereichs-Kommando 1/VIII; Flughafen-Bereichs-Kommando 2/VIII; Flughafen-Bereichs-Kommando 4/VIII; Flughafen-Bereichs-Kommando 5/VIII |
| Mai 1944                | Luftgau-Kommando XI | 3. Flak-Division; 8. Flak-Division; 8. Flak-Brigade; Flughafen-Bereichs-Kommando 1/XI; Flughafen-Bereichs-Kommando 3/XI; Flughafen-Bereichs-Kommando 6/XI; Flughafen-Bereichs-Kommando 9/XI; Flughafen-Bereichs-Kommando 12/XI; Flughafen-Bereichs-Kommando 23/XI |
| Mai 1944                | Luftgau-Kommando XVII | 24. Flak-Division; Flughafen-Bereichs-Kommando 1/XVII; Flughafen-Bereichs-Kommando 2/XVII |
| 29. November 1944       | | |
| Luftwaffenkommando West | Fernaufklärungsgruppe 12; Nahaufklärungsgruppe 13; II. Jagdkorps; 3. Fliegerdivision; 5. Jagd-Division | |
| I. Jagdkorps            | 1. Jagd-Division; 2. Jagd-Division; 3. Jagd-Division; 7. Jagd-Division; 8. Jagd-Division | |
| IX. Fliegerkorps (J)    | Kampfgeschwader 6 (J); Kampfgeschwader 27 (J); Kampfgeschwader 30 (J); Kampfgeschwader 55 (J) | |
| 5. Flak-Brigade         | Flak-Regiment 50 (E.Tr.), Flak-Regiment 159 (E.Tr.), Flak-Regiment 255 (E.Tr.) | |
| Luftgau-Kommando III    | 1. Flak-Division; 14. Flak-Division; 2. Flak-Brigade; 4. Flak-Brigade; 6. Flak-Brigade; 21. Flak-Brigade; Flughafen-Bereichs-Kommando 1/III; Flughafen-Bereichs-Kommando 3/III; Flughafen-Bereichs-Kommando 4/III; Flughafen-Bereichs-Kommando 5/III; Flughafen-Bereichs-Kommando 7/III; Flughafen-Bereichs-Kommando 26/III; Flughafen-Bereichs-Kommando 11/VI; Flughafen-Bereichs-Kommando 10/XI | |
| Luftgau-Kommando V      | 28. Flak-Division; Flughafen-Bereichs-Kommando 6/VII; Flughafen-Bereichs-Kommando 6/XII | |
| Luftgau-Kommando VI     | 4. Flak-Division; 7. Flak-Division; 22. Flak-Division; Flughafen-Bereichs-Kommando 1/VI; Flughafen-Bereichs-Kommando 3/VI; Flughafen-Bereichs-Kommando 4/VI; Flughafen-Bereichs-Kommando 2/III; Flughafen-Bereichs-Kommando 8/III; Flughafen-Bereichs-Kommando 19/XI | |
| Luftgau-Kommando VII    | 26. Flak-Division; Flughafen-Bereichs-Kommando 11/VII; Flughafen-Bereichs-Kommando 14/VII | |
| Luftgau-Kommando VIII   | 11. Flak-Division; Flughafen-Bereichs-Kommando 1/VIII; Flughafen-Bereichs-Kommando 2/VIII; Flughafen-Bereichs-Kommando 4/VIII; Flughafen-Bereichs-Kommando 5/VIII; Flughafen-Bereichs-Kommando 6/VIII | |
| Luftgau-Kommando XI     | 3. Flak-Division; 8. Flak-Division; 8. Flak-Brigade; Flughafen-Bereichs-Kommando 1/XI; Flughafen-Bereichs-Kommando 3/XI; Flughafen-Bereichs-Kommando 6/XI; Flughafen-Bereichs-Kommando 9/XI; Flughafen-Bereichs-Kommando 12/XI; Flughafen-Bereichs-Kommando 22/XI; Flughafen-Bereichs-Kommando 23/XI; Flughafen-Bereichs-Kommando 8/VI; Flughafen-Bereichs-Kommando 7/XII                         | |
| Luftgau-Kommando XIV    | 21. Flak-Division; Flughafen-Bereichs-Kommando 4/VII; Flughafen-Bereichs-Kommando 12/VII; Flughafen-Bereichs-Kommando 13/VII; Flughafen-Bereichs-Kommando 4/XII | |
| Luftgau-Kommando XVII   | 24. Flak-Division; 4. Flak-Brigade; 7. Flak-Brigade; Flughafen-Bereichs-Kommando 1/XVII; Flughafen-Bereichs-Kommando 2/XVII; Flughafen-Bereichs-Kommando 6/XVII | |
| Februar 1945            | | |
| Luftwaffenkommando West | 14. Flieger-Division; 15. Flieger-Division | |
| 30. Flak-Division       | Flak-Regiment 50 (E), Flak-Regiment 71 (E), Flak-Regiment 97 (E), Flak-Regiment 112 (E), Flak-Regiment 122 (E), Flak-Regiment 159 (E) | |
| Luftgau-Kommando III    | 1. Flak-Division; 14. Flak-Division; 2. Flak-Brigade; 4. Flak-Brigade; 6. Flak-Brigade; 21. Flak-Brigade; Flughafen-Bereichs-Kommando 1/III; Flughafen-Bereichs-Kommando 3/III; Flughafen-Bereichs-Kommando 4/III; Flughafen-Bereichs-Kommando 5/III; Flughafen-Bereichs-Kommando 7/III; Flughafen-Bereichs-Kommando 26/III; Flughafen-Bereichs-Kommando 10/XI                                    | |
| Luftgau-Kommando V      | Flughafen-Bereichs-Kommando 6/VII; Flughafen-Bereichs-Kommando 6/XII | |
| Luftgau-Kommando VI     | 4. Flak-Division; 7. Flak-Division; 22. Flak-Division; Flughafen-Bereichs-Kommando 1/VI; Flughafen-Bereichs-Kommando 3/VI; Flughafen-Bereichs-Kommando 4/VI; Flughafen-Bereichs-Kommando 2/III | |
| Luftgau-Kommando VII    | 26. Flak-Division; Flughafen-Bereichs-Kommando 11/VII; Flughafen-Bereichs-Kommando 14/VII | |
| Luftgau-Kommando VIII   | 11. Flak-Division; 4. Flak-Brigade; Flughafen-Bereichs-Kommando 5/VIII; Flughafen-Bereichs-Kommando 6/VIII | |
| Luftgau-Kommando XI     | 3. Flak-Division; 8. Flak-Division; 8. Flak-Brigade; Flughafen-Bereichs-Kommando 1/XI; Flughafen-Bereichs-Kommando 3/XI; Flughafen-Bereichs-Kommando 6/XI; Flughafen-Bereichs-Kommando 9/XI; Flughafen-Bereichs-Kommando 12/XI; Flughafen-Bereichs-Kommando 22/XI; Flughafen-Bereichs-Kommando 23/XI; Flughafen-Bereichs-Kommando 8/VI; Flughafen-Bereichs-Kommando 7/XII                         | |
| Luftgau-Kommando XIV    | 21. Flak-Division; Flughafen-Bereichs-Kommando 4/VII; Flughafen-Bereichs-Kommando 12/VII; Flughafen-Bereichs-Kommando 13/VII | |
| Luftgau-Kommando XVII   | 24. Flak-Division; 7. Flak-Brigade; Flughafen-Bereichs-Kommando 1/XVII; Flughafen-Bereichs-Kommando 2/XVII; Flughafen-Bereichs-Kommando 6/XVII; Flughafen-Bereichs-Kommando 4/VIII | |
| Mai 1945                | | |
| 14. Flieger-Division    | | |
| 15. Flieger-Division    | | |
| 30. Flak-Division       | Flak-Regiment 50 (E), Flak-Regiment 71 (E), Flak-Regiment 97 (E), Flak-Regiment 112 (E), Flak-Regiment 122 (E), Flak-Regiment 159 (E) | |
| Luftgau-Kommando III    | 12. Flak-Division; 21. Flak-Brigade; Flughafen-Bereichs-Kommando 1/III; Flughafen-Bereichs-Kommando 3/III; Flughafen-Bereichs-Kommando 4/III; Flughafen-Bereichs-Kommando 5/III; Flughafen-Bereichs-Kommando 7/III; Flughafen-Bereichs-Kommando 26/III; Flughafen-Bereichs-Kommando 11/VI; Flughafen-Bereichs-Kommando 10/XI                                                                      | |
| Luftgau-Kommando XI     | Flughafen-Bereichs-Kommando 1/XI; Flughafen-Bereichs-Kommando 3/XI; Flughafen-Bereichs-Kommando 6/XI; Flughafen-Bereichs-Kommando 9/XI; Flughafen-Bereichs-Kommando 12/XI; Flughafen-Bereichs-Kommando 23/XI | |